# Adama Traoré Diarra
Adama Traoré Diarra (Hospitalet de Llobregat, Barcelona, España, 25 de enero de 1996), conocido deportivamente como Adama, es un futbolista hispanomaliense que juega de delantero en el Fulham F. C. de la Premier League.

## Trayectoria

### F. C. Barcelona

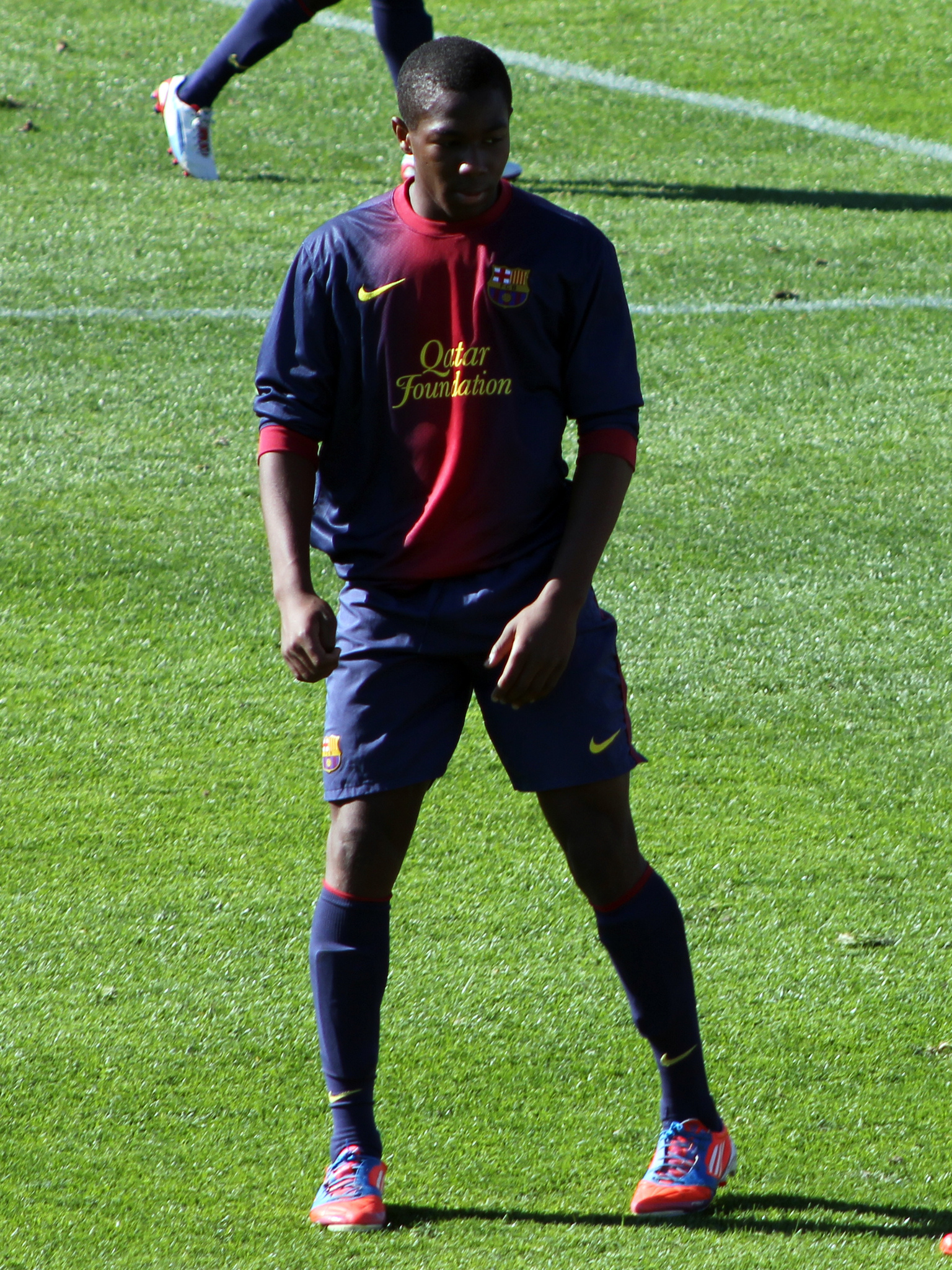
Adama en las categorías inferiores del F. C. Barcelona en 2012.

Es hijo de padres malienses que llegaron a Barcelona en los años 1980 por motivos de trabajo, y hermano del futbolista Moha Traoré. Comenzó en la cantera del Real Club Deportivo Espanyol en el cual tuvo un breve paso, tras eso Adama se unió con tan solo 8 años a La Masía del Fútbol Club Barcelona en el año 2004, en donde siempre jugó en categorías más altas de lo que le correspondía gracias a sus aptitudes futbolísticas. Durante el 2013 y tras dos temporadas con grandes actuaciones en el Juvenil «A» es ascendido al F. C. Barcelona «B» de Eusebio Sacristán. El 6 de octubre realizó su debut en la derrota del filial azulgrana ante la S. D. Ponferradina.
Debutó en la primera división el 23 de noviembre de 2013, entrando en el minuto 82 en sustitución de Neymar Júnior, en la victoria por 3 a 0 sobre el Granada C. F. realizando una gran actuación, se convertía así en el noveno jugador más joven en debutar con el primer equipo con tan solo diecisiete años y nueve meses, tras eso llegaría su estreno en la Liga de Campeones que ocurrió el 26 de noviembre en la derrota por 2 a 1 ante el Ajax de Ámsterdam, ingresa a los 82 minutos por Cesc Fàbregas, aunque poco pudo hacer para revertir el resultado.
A lo largo de la temporada, tuvo un papel protagonista en el once del entrenador azulgrana, siendo titular y  marcando cinco goles y asistiendo en cuatro oportunidades. La temporada siguiente tras varios rumores sobre ofertas del extranjero, el 19 de noviembre de 2014 el club le renueva su contrato hasta el 2018.
El 16 de diciembre de 2014 anota su primer gol con el primer equipo, convirtiendo el séptimo gol en la goleada por 8 a 1 ante la S. D. Huesca por la Copa del Rey. Por otro lado, en el filial se vivían difíciles momentos debido a los malos resultados, llevando a la destitución de Eusebio Sacristán en febrero de 2015 tomando su lugar quien fuera su entrenador en el Juvenil «A», Jordi Vinyals. Su nuevo técnico le ofrece su confianza tomando Adama un gran protagonismo en el campo, sobre todo en la creación de jugadas llegando a las diez asistencias al final del curso. A pesar de todo el esfuerzo realizado, el equipo acaba por descender en última posición a Segunda B.

### Inglaterra
El 14 de agosto de 2015 se confirma su fichaje por el Aston Villa Football Club por 10 millones de euros más dos millones en variables, guardándose el Barcelona una opción de recompra del jugador durante tres años, así como un derecho de tanteo si éste fuese vendido a otro club. Debutó el 22 de agosto contra el Crystal Palace por la Premier League, entrando en el minuto 69 y provocando además la jugada que resultaría en autogol a favor del Villa; tres días más tarde, anota su primer gol ante el Notts County F. C. por la Copa de la Liga.
El 31 de agosto de 2016, tras el descenso del Aston Villa, fichó por el Middlesbrough Football Club. En la temporada 2017-18 fue una pieza clave del equipo jugando cuarenta partidos registrando cinco goles y doce asistencias, siendo considerado el mejor regateador de Europa, encabezando la lista en primer lugar con un 70 % de acierto en 194 intentos de desborde. En segunda posición quedó Eden Hazard y en tercer lugar Allan Saint-Maximin.
El 8 de agosto de 2018 fichó por el Wolverhampton Wanderers por cinco temporadas. Marcó su primer gol en la Premier League el 1 de septiembre, en su cuadragésima aparición en la competición, en la victoria por 1a 0 ante el West Ham United. Su primera apertura se produjo el 27 de octubre, en una derrota por 0 a 1 ante el Brighton & Hove Albion.
El 6 de octubre de 2019, en su quincuagésima participación competitiva con los Wolves, Traoré anotó ambos goles en la victoria a domicilio por 2 a 0 contra el actual campeón, el Manchester City. Marcó su primer gol en el fútbol europeo de clubes de la UEFA cuando el Wolverhampton empataron 3-3 a domicilio ante el Sporting de Braga en la fase de grupos de la Liga Europa de la UEFA el 28 de noviembre.
Traoré anotó su gol debut en el Molineux para su club en la derrota por 1 a 2 ante el Tottenham Hotspur en la Premier League el 15 de diciembre de 2019. Ganó el premio a «el Jugador del Mes de la PFA» en enero de 2020 con el 45 % de los votos de los fanáticos.

### Regreso al F. C. Barcelona
El 29 de enero de 2022 se hizo oficial su vuelta al F. C. Barcelona para jugar como cedido hasta final de la temporada. El conjunto azulgrana se hacía cargo de su ficha además de tener una opción de compra no obligatoria. El 6 de febrero redebutó como titular y con una asistencia en la victoria por 4 a 2 sobre el Atlético de Madrid en Liga. La semana siguiente dio un nuevo pase de gol para poner el empate a dos con el R. C. D. Espanyol, aumentando la estadística con dos que brindó ante la S. S. C. Napoli en Liga Europa.

### Vuelta a Inglaterra
La opción de compra no se hizo efectiva y para la temporada 2022-23 regresó a Wolverhampton. Esa acabó siendo su última campaña en el club que abandonó en junio de 2023 al finalizar su contrato. Entonces estuvo algo más de un mes sin equipo hasta que el 12 de agosto firmó con el Fulham F. C. hasta 2025.

## Selección nacional

### Inferiores
Ha participado en varias ocasiones con la selección de España, tanto con la sub-16 como con la sub-17. Aunque en la que más se ha destacado ha sido en la sub-19 con la que llegó a disputar la Eurocopa 2013 en la cual participó en cuatro encuentros, cayendo en semifinales ante Francia.

### Absoluta
El 10 de noviembre de 2019, tras sonar para jugar por la selección de Malí fue convocado por Robert Moreno para la selección de España tras la lesión de Rodrigo Moreno, a la cual no pudo acudir porque un día después se lesionó. El 20 de agosto de 2020 fue convocado nuevamente, en esta ocasión por Luis Enrique, para disputar los encuentros de la Liga de las Naciones contra Alemania y Ucrania, los cuales se jugarían el 3 y el 6 de septiembre respectivamente. Finalmente no pudo acudir a dichos partidos ya que dio positivo en coronavirus por medio de pruebas PCR previas al partido. Fue nuevamente convocado en octubre para disputar un amistoso contra Portugal y dos partidos de la Liga de las Naciones contra Suiza y Ucrania, debutando en el amistoso ante Portugal entrando en la segunda mitad.

### Participaciones en Eurocopas
| Copa          | Sede   | Resultado   | Partidos | Goles |
| ------------- | ------ | ----------- | -------- | ----- |
| Eurocopa 2020 | Europa | Semifinales | 1        | 0     |

## Estadísticas

### Clubes
Actualizado al último partido disputado el 25 de mayo de 2025.
| Club                                     | Div.          | Temporada     | Liga  | Liga  | Liga   | Copas nacionales | Copas nacionales | Copas nacionales | Copas internacionales | Copas internacionales | Copas internacionales | Total | Total | Total  |
| Club                                     | Div.          | Temporada     | Part. | Goles | Asist. | Part.            | Goles            | Asist.           | Part.                 | Goles                 | Asist.                | Part. | Goles | Asist. |
| ---------------------------------------- | ------------- | ------------- | ----- | ----- | ------ | ---------------- | ---------------- | ---------------- | --------------------- | --------------------- | --------------------- | ----- | ----- | ------ |
| F. C. Barcelona "B" · España             | 2.ª           | 2013-14       | 26    | 5     | 4      | ―                | ―                | ―                | ―                     | ―                     | ―                     | 26    | 5     | 4      |
| F. C. Barcelona "B" · España             | 2.ª           | 2014-15       | 37    | 3     | 14     | ―                | ―                | ―                | ―                     | ―                     | ―                     | 37    | 3     | 14     |
| F. C. Barcelona "B" · España             | Total club    | Total club    | 63    | 8     | 18     | 0                | 0                | 0                | 0                     | 0                     | 0                     | 63    | 8     | 18     |
| F. C. Barcelona · España                 | 1.ª           | 2013-14       | 1     | 0     | 0      | 0                | 0                | 0                | 1                     | 0                     | 0                     | 2     | 0     | 0      |
| F. C. Barcelona · España                 | 1.ª           | 2014-15       | 0     | 0     | 0      | 2                | 1                | 0                | 0                     | 0                     | 0                     | 2     | 1     | 0      |
| Aston Villa F. C. Inglaterra             | 1.ª           | 2015-16       | 10    | 0     | 1      | 1                | 1                | 0                | ―                     | ―                     | ―                     | 11    | 1     | 1      |
| Aston Villa F. C. Inglaterra             | 2.ª           | 2016-17       | 1     | 0     | 0      | 0                | 0                | 0                | ―                     | ―                     | ―                     | 1     | 0     | 0      |
| Aston Villa F. C. Inglaterra             | Total club    | Total club    | 11    | 0     | 1      | 1                | 1                | 0                | 0                     | 0                     | 0                     | 12    | 1     | 1      |
| Middlesbrough F. C. Inglaterra           | 1.ª           | 2016-17       | 27    | 0     | 1      | 4                | 0                | 0                | ―                     | ―                     | ―                     | 31    | 0     | 1      |
| Middlesbrough F. C. Inglaterra           | 2.ª           | 2017-18       | 36    | 5     | 10     | 4                | 0                | 2                | ―                     | ―                     | ―                     | 40    | 5     | 12     |
| Middlesbrough F. C. Inglaterra           | Total club    | Total club    | 63    | 5     | 11     | 8                | 0                | 2                | 0                     | 0                     | 0                     | 71    | 5     | 13     |
| Wolverhampton Wanderers F. C. Inglaterra | 1.ª           | 2018-19       | 29    | 1     | 1      | 7                | 0                | 2                | ―                     | ―                     | ―                     | 36    | 1     | 3      |
| Wolverhampton Wanderers F. C. Inglaterra | 1.ª           | 2019-20       | 37    | 4     | 9      | 2                | 0                | 0                | 15                    | 2                     | 3                     | 54    | 6     | 12     |
| Wolverhampton Wanderers F. C. Inglaterra | 1.ª           | 2020-21       | 37    | 2     | 2      | 4                | 1                | 0                | ―                     | ―                     | ―                     | 41    | 3     | 2      |
| Wolverhampton Wanderers F. C. Inglaterra | 1.ª           | 2021-22       | 20    | 1     | 0      | 3                | 0                | 0                | ―                     | ―                     | ―                     | 23    | 1     | 0      |
| F. C. Barcelona · España                 | 1.ª           | 2021-22       | 11    | 0     | 2      | ―                | ―                | ―                | 6                     | 0                     | 2                     | 17    | 0     | 4      |
| F. C. Barcelona · España                 | Total club    | Total club    | 12    | 0     | 2      | 2                | 1                | 0                | 7                     | 0                     | 2                     | 21    | 1     | 4      |
| Wolverhampton Wanderers F. C. Inglaterra | 1.ª           | 2022-23       | 34    | 2     | 1      | 6                | 1                | 0                | ―                     | ―                     | ―                     | 40    | 3     | 1      |
| Wolverhampton Wanderers F. C. Inglaterra | Total club    | Total club    | 157   | 10    | 13     | 22               | 2                | 2                | 15                    | 2                     | 3                     | 194   | 14    | 18     |
| Fulham F. C. Inglaterra                  | 1.ª           | 2023-24       | 17    | 2     | 3      | 1                | 0                | 0                | ―                     | ―                     | ―                     | 18    | 2     | 3      |
| Fulham F. C. Inglaterra                  | 1.ª           | 2024-25       | 36    | 2     | 7      | 5                | 0                | 1                | ―                     | ―                     | ―                     | 41    | 2     | 8      |
| Fulham F. C. Inglaterra                  | Total club    | Total club    | 53    | 4     | 10     | 6                | 0                | 1                | 0                     | 0                     | 0                     | 59    | 4     | 11     |
| Total carrera                            | Total carrera | Total carrera | 359   | 27    | 55     | 39               | 4                | 5                | 22                    | 2                     | 5                     | 420   | 33    | 65     |

## Palmarés

### Títulos nacionales
| Título                    | Club                        | País   | Año  |
| ------------------------- | --------------------------- | ------ | ---- |
| División de Honor Juvenil | F. C. Barcelona Juvenil "A" | España | 2013 |
| División de Honor Juvenil | F. C. Barcelona Juvenil "A" | España | 2014 |
| Copa del Rey              | F. C. Barcelona             | España | 2015 |

### Títulos internacionales
| Título                  | Club                        | Sede | Año  |
| ----------------------- | --------------------------- | ---- | ---- |
| Liga Juvenil de la UEFA | F. C. Barcelona Juvenil "A" | Nyon | 2014 |

### Campeonatos regionales
| Título                | Club            | País   | Año  |
| --------------------- | --------------- | ------ | ---- |
| Copa Cataluña         | F. C. Barcelona | España | 2013 |
| Copa Cataluña         | F. C. Barcelona | España | 2014 |
| Supercopa de Cataluña | F. C. Barcelona | España | 2014 |

### Distinciones individuales
| Distinción                                                 | Año  |
| ---------------------------------------------------------- | ---- |
| Incluido en el Once Ideal de la Liga Juvenil de la UEFA    | 2014 |
| Incluido en el Once Ideal de la Segunda División de España | 2014 |